# Lucifugum
Lucifugum es una banda de black metal. Se formó en 1995 en Zhytomyr, Ucrania por el líder ideológico Khlyst y los músicos Bal-a-Myth (guitarra, bajo) y Faunus (voz). Faunus dejó la banda en 2001 y Bal-a-Myth murió en octubre de 2002.

## Biografía
Los álbumes “…Back to chopped down roots” y “Sociopath: philosophy cynicism” fueron grabados por músicos de estudio. En 2004 Khlyst mudó a otra ciudad ucrainiana, Mykolayiv (Nikolaev) para seguir con Lucifugum junto con la activista local de black metal Elena (alias Stabaath) (ex-Namtar, ex-Hesperus). «Vector33» - el primer álbum con la participación Stabaath, donde ella grabó voz, guitarra, bajo y teclados. Ígor y Elena Naumchuk son también los propietarios del sello discográfico Propaganda.

## Miembros
Actuales
- Khlyst (alias Ígor Naumchuk) - voz (2014-), letras (1995-), programador de batería (2008-)
- Stabaath (alias Elena Naumchuk) – voz (2004-2014), teclados (2005), guitarra, bajo (2004-)

Anteriores
- Bal-a-Myth - guitarra, bajo (27/12/1974 - 05/10/2002)
- Faunus - voz (1995-2001)

## Discografía
- 1995: Gates of Nocticula
- 1996: Path of Wolf
- 1997: Through the Indifferent Sky
- 1999: on the sortilage of christianity
- 2000: On hooks to pieces!
- 2001: ...and the Wheel keeps crunching...
- 2002: Stigma Egoism
- 2003: ...Back to chopped down roots
- 2003: Sociopath: philosophy cynicism
- 2005: Vector33
- 2005: The Supreme Art of Genocide
- 2006: Involtation
- 2007: Sectane Satani
- 2008: Acme Adeptum
- 2010: Xa Heresy
- 2012: Od Omut Serpenti
- 2014: Sublimessiah
- 2016: Agonia Agnosti
- 2018: Infernalistica
- 2020: Tri nity limb ritual